# 1940
| Calendário gregoriano                                                        | 1940 MCMXL                          |
| Ab urbe condita                                                              | 2693                                |
| Calendário arménio                                                           | 1389 – 1390                         |
| Calendário bahá'í                                                            | 96 – 97                             |
| Calendário budista                                                           | 2484                                |
| Calendário chinês                                                            | 4636 – 4637 Início a 8 de fevereiro |
| Calendário copta                                                             | 1656 – 1657                         |
| Calendário etíope                                                            | 1932 – 1933                         |
| Calendários hindus - Vikram Samvat - Calendário nacional indiano - Cáli Iuga | 1995 – 1996 1861 – 1862 5040 – 5041 |
| Calendário Holoceno                                                          | 11940                               |
| Calendário islâmico                                                          | 1359 – 1360                         |
| Calendário judaico                                                           | 5700 – 5701 Início a 3 de outubro   |
| Calendário persa                                                             | 1318 – 1319 Início a 21 de março    |
| Calendário rúnico                                                            | 2190                                |
| Calendário solar tailandês                                                   | 2483                                |

- Wikisource

1940 (MCMXL, na numeração romana) foi um ano bissexto, de 366 dias, do Calendário Gregoriano, as suas letras dominicais foram G e F, teve 52 semanas, com início a uma segunda-feira, e que terminou a uma terça-feira. Segundo o horóscopo chinês, foi o ano do Dragão, começando a 8 de fevereiro.
| Ano completo                            |
| --------------------------------------- |
| Ano bissexto com início à segunda-feira |

## Eventos

### Janeiro
- 2 de janeiro - Guerra de Inverno: a URSS inicia ofensiva no istmo da Carélia, na Finlândia.

### Fevereiro
- 14 de fevereiro - Segunda Guerra Mundial: O Reino Unido anuncia que armará os navios mercantes no Mar do Norte.
- 15 de fevereiro - Segunda Guerra Mundial: o Exército Vermelho rompe a Linha Mannerheim da defesa finlandesa.

### Março

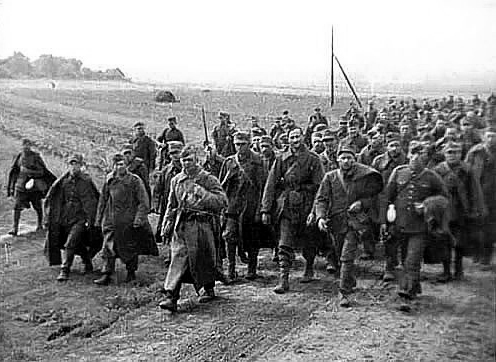
Prisioneiros de guerra poloneses capturados pelos soviéticos

- 5 de março - Seis membros do alto escalão do politburo soviético, incluindo Josef Stalin, assinam uma ordem para a execução de 25 700 poloneses da intelligentsia, incluindo 14 700 prisioneiros de guerra poloneses, no que será conhecido como o Massacre de Katyn.
- 12 de março - Guerra de Inverno: a Finlândia assina o armistício com a URSS.
- 28 de março - Segunda Guerra Mundial: França e Reino Unido decidem que não concluirão, separadamente, armistícios.

### Abril
- 9 de abril - Segunda Guerra Mundial: o exército nazista inicia a ocupação da Dinamarca e invade a Noruega.
- 10 de abril - Segunda Guerra Mundial: primeira batalha naval entre britânicos e alemães em Narvik, porto do norte da Noruega.
- 13 de abril - Segunda Guerra Mundial: segunda batalha naval de Narvik, na Noruega.
- 14 de abril - Segunda Guerra Mundial: tropas britânicas desembarcam nas redondezas de Narvik, na Noruega.
- 19 de abril - Segunda Guerra Mundial: tropas francesas desembarcam na Noruega.
- 24 de abril - Segunda Guerra Mundial: o exército franco-britânico é derrotado na Noruega, em Lillehammer.

### Maio
- 10 de maio - Segunda Guerra Mundial: a Alemanha invade a Bélgica, Holanda e Luxemburgo.
- 10 de maio - Segunda Guerra Mundial: o Primeiro Ministro britânico, Neville Chamberlain, renuncia, e Winston Churchill assume o cargo.
- 14 de maio - Segunda Guerra Mundial: a cidade portuária de Roterdã, na Holanda, é sofre ataques brutais e devastadores, que destruíram a cidade pela Luftwaffe
- 17 de maio - Segunda Guerra Mundial: tropas alemãs ocupam Bruxelas, capital da Bélgica.
- 20 de maio - Abertura do campo de concentração Auschwitz I na Polónia.
- 27 de maio - Segunda Guerra Mundial: o rei Leopoldo III, da Bélgica assina o armistício com a Alemanha nazista.
- 27 de maio - Segunda Guerra Mundial: Início da operação Dynamo.

### Junho
- 5 de junho - Getúlio Vargas aprova ampla colaboração militar entre Brasil e Estados Unidos.
- 10 de junho - A Noruega capitula.
- 10 de junho - Segunda Guerra Mundial: A Itália declara guerra ao Reino Unido e França.
- 10 de junho - Segunda Guerra Mundial: o Brasil, ainda neutro, aceita encarregar-se dos interesses da Itália junto ao Reino Unido e colônias, o que desagrada os britânicos.
- 10 de junho - O Presidente dos Estados Unidos, Roosevelt, discursa na Universidade da Virgínia comprometendo-se a auxiliar os Aliados e a preparar os Estados Unidos para a guerra.
- 11 de junho - Getúlio Vargas pronuncia discurso a bordo do Encouraçado Minas Gerais, que é considerado simpático ao fascismo.
- 13 de junho - Getúlio Vargas envia declaração às agências de notícias e ao governo dos Estados Unidos, afirmando que seu discurso não foi simpático ao fascismo e nem oposição ao discurso de 10 de junho de Rooselvelt.
- 13 de junho - Segunda Guerra Mundial: Paris é declarada cidade aberta. Cidade aberta é aquela que em tempos de guerra são poupadas de ataques.
- 14 de junho - Segunda Guerra Mundial: tropas alemãs entram em Paris.
- 14 de junho - Segunda Guerra Mundial: governo brasileiro divulga nota reafirmando o alinhamento do Brasil aos Estados Unidos e as nações americanas, e a sua neutralidade na guerra.
- 17 de junho - Segunda Guerra Mundial: o general Pétain, proclama-se Chefe de Estado da França e pede o armistício à Alemanha nazista.
- 21 de junho a 30 de junho- realiza-se a II Reunião de Consulta dos Ministros de Relações exteriores das Américas, em Havana, Cuba.
- 22 de junho - Segunda Guerra Mundial: a França de Vichy assina o armistício com a Alemanha Nazi.
- 23 de junho - Abertura da grandiosa Exposição do Mundo Português realizado em Lisboa, com o propósito de comemorar simultaneamente as datas da Fundação do Estado Português (1140) e da Restauração da Independência (1640).

### Julho
- 1 de julho - Segunda Guerra Mundial: instala-se na França, o Governo de Vichy.
- 3 de julho - Segunda Guerra Mundial: a marinha britânica bombardeia e destrói a frota francesa estacionada em Mers-el-Kébir, na Argélia, matando 1300 marinheiros franceses, além de aprisionar os navios franceses ancorados em portos do império britânico.
- 5 de julho - Segunda Guerra Mundial: a França de Vichy rompe relações diplomáticas com o Reino Unido.
- 10 de julho - Segunda Guerra Mundial: começa a Batalha da Grã-Bretanha.
- 16 de julho - Segunda Guerra Mundial: Hitler ordena o início dos preparos para a invasão do Reino Unido, a denominada Operação Leão do Mar.
- 16 de julho - Letônia, Estônia e Lituânia, são proclamadas repúblicas soviéticas.

### Agosto
- 3 de agosto - Segunda Guerra Mundial: a Itália inicia a ocupação da Somália Britânica.
- 15 de agosto - Segunda Guerra Mundial: a Luftwaffe intensifica os ataques contra a Grã-Bretanha.
- 17 de agosto - É fundada a Orquestra Sinfônica Brasileira que realiza seu primeiro concerto no Theatro Municipal do Rio de Janeiro, regida por Eugen Szenkar
- 20 de agosto - atentado na cidade do México contra o líder exilado da revolução bolchevique na Rússia, Leon Trotsky, que morre no dia seguinte.
- 29 de agosto - Segunda Guerra Mundial: o governo de Vichy cria as Legiões Combatentes.

### Setembro
- 3 de setembro - Segunda Guerra Mundial: os Estados Unidos iniciam a entrega de navios de guerra à Grã-Bretanha.
- 13 de setembro - Segunda Guerra Mundial: a Itália invade o Egito.
- 15 de setembro - Segunda Guerra Mundial: Japão dá ultimato à França pela seção das bases navais da Indochina.
- 17 de setembro - Segunda Guerra Mundial: a Alemanha decide adiar a invasão terrestre da Grã-Bretanha.
- 25 de setembro - os Estados Unidos limitam a entrega de petróleo para o Japão.
- 27 de setembro - Segunda Guerra Mundial: Alemanha, Itália e Japão assinam o Pacto Tripartite, formalizando a aliança conhecida como Eixo.

### Outubro
- 12 de outubro - Segunda Guerra Mundial: Hitler adia a invasão das Ilhas Britânicas para a primavera de 1941.

### Novembro
- 5 de novembro - Franklin Delano Roosevelt é reeleito pela terceira vez presidente dos Estados Unidos.
- 25 de novembro - Segunda Guerra Mundial: O navio Patria explode e afunda-se no porto de Haifa, Palestina, na sequência de uma sabotagem efectuada por vários membros da organização terrorista sionista Irgun Zvai Leumi para impedir que seja utilizado pelos Britânicos para deportar judeus palestinianos.
- 25 de novembro - Segunda Guerra Mundial: Voo inaugural em Hatfield do protótipo do avião De Havilland Mosquito.
- 26 de novembro - Segunda Guerra Mundial: Início de convulsões políticas na Roménia, marcadas por motins. Os legionários da Guarda de Ferro prendem e abatem 64 personalidades, entre as quais o historiador e antigo-primeiro-ministro Nicolae Iorga. A repressão é efectuada pelo exército romeno com a ajuda de soldados alemães.
- 26 de novembro - Na Suíça, são proibidas todas as organizações comunistas.
- 26 de novembro - Segunda Guerra Mundial: O governo Nazi começa a erigir um muro à volta do Gueto de Varsóvia, separando os 400 000 habitantes judeus da população da cidade, não lhes dando alimentação adequada, nem tão pouco condições de saúde e habitação.

### Dezembro
- 1 de dezembro - Manuel Ávila Camacho é eleito presidente do México.
- 7 de dezembro - No Brasil o Presidente Getúlio Vargas promulga o Código Penal Brasileiro (Decreto-Lei 2.848).
- 18 de dezembro - Início da Operação Barbarossa.[1]
- 19 de dezembro - Risto Ryti é eleito o 5º(quinto) presidente da Finlândia.

## Nascimentos

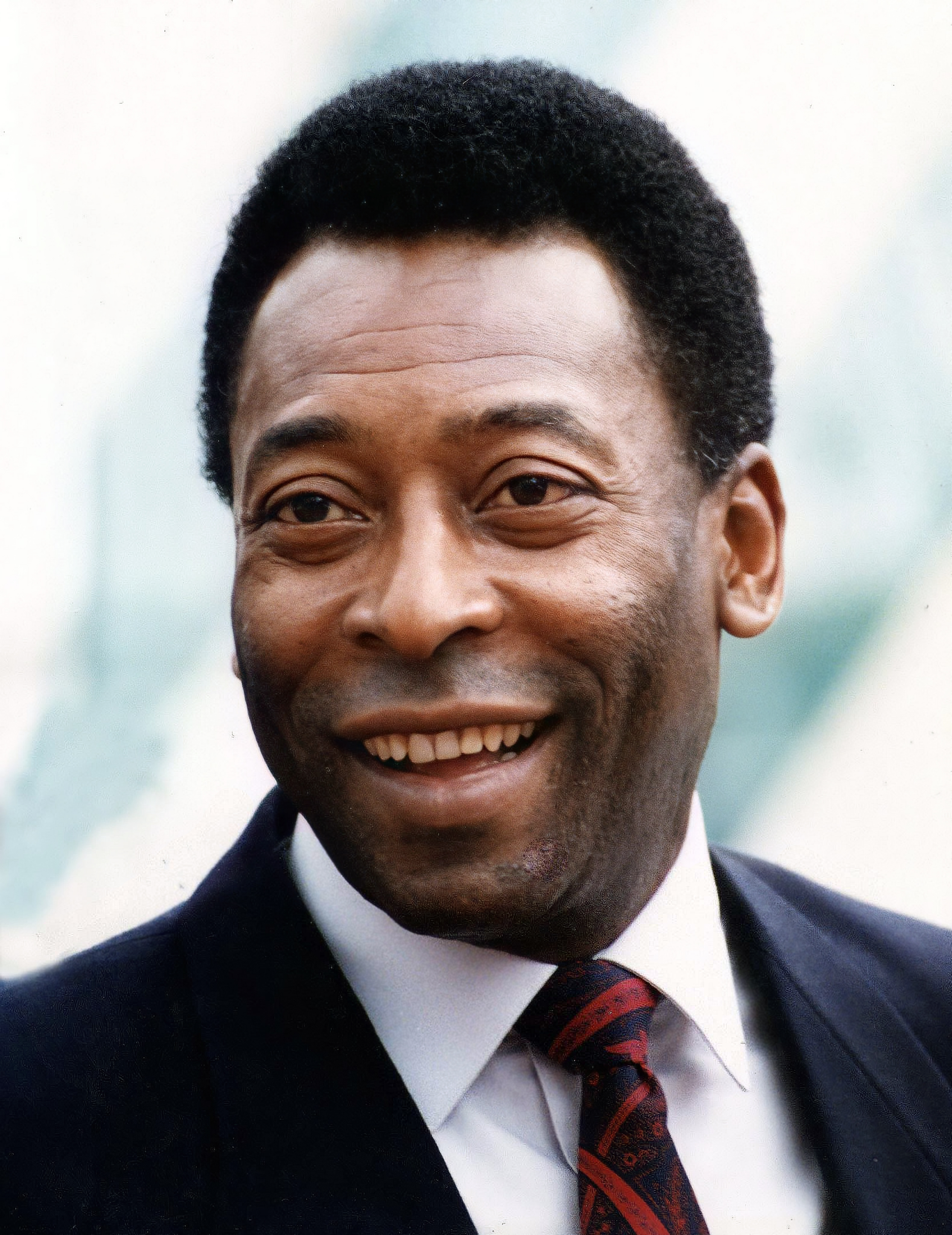
Pelé, o "rei do futebol"

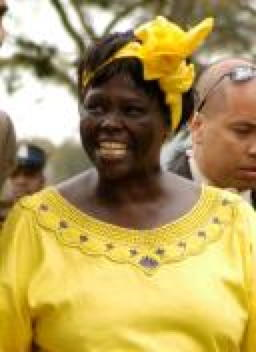
Wangari Maathai
Prémio Nobel da Paz de 2004
(n. 1 de Abril de 1940)

- 8 de janeiro - Miguel Ángel Rodríguez, presidente da Costa Rica de 1998 a 2002.
- 24 de janeiro - Nam-nguen Boonnak, atriz tailandesa.
- 21 de fevereiro - Keith Prentice, ator estadunidense (m. 1992).
- 28 de fevereiro - Robin Phillips, ator e diretor de cinema inglês (m. 2015).
- 9 de março - Raúl Juliá, ator porto-riquenho naturalizado americano (m. 1994).
- 10 de março - Chuck Norris, ator e lutador estadunidense.
- 1 de abril - Wangari Maathai, ativista africana ganhadora do Prêmio Nobel da Paz de 2004 (m. 2011)
- 6 de julho - Nursultan Nazarbayev, ex-presidente do Cazaquistão.
- 7 de julho - Ringo Starr, músico, compositor e ator.
- 10 de agosto - Robert La Tourneaux, ator estadunidense (m. 1986).
- 21 de agosto - Ricardo de Pascual, ator mexicano.
- 7 de setembro - Abdurrahman Wahid, presidente da Indonésia de 1999 a 2001 (m. 2009).
- 11 de setembro - Thomas K. McCraw, historiador norte-americano, vencedor do Prémio Pulitzer, na categoria de História, em 1985.
- 13 de setembro - Óscar Arias, presidente da Costa Rica de 1986 a 1990 e de 2006 a 2010. Nobel da Paz 1987.[2]
- 23 de setembro - Michel Temer, presidente do Brasil de 2016 a 2019.
- 9 de outubro - John Lennon,  músico, compositor, ator, escritor e ativista britânico. (m. 1980).
- 23 de outubro - Edson Arantes, o Pelé, ex-futebolista brasileiro. (m. 2022).
- 20 de setembro - Burhanuddin Rabbani, político e presidente do Afeganistão de 1992 a 1996  e em 2001.
- ?? - Ansumane Mané, militar e Comandante da Junta Militar da Guiné-Bissau em 1999 (m. 2000).

## Mortes
- 26 de fevereiro - Michael Hainisch, foi um político austríaco e presidente da Áustria de 1920 a 1928 (n. 1858).[3]
- 14 de maio - Emma Goldman, anarquista lituana (n. 1869).
- 15 de julho - Robert Wadlow, o homem mais alto da história, com 2,72 m (n. 1918)
- 21 de agosto- Leon Trotsky líder da revolução bolchevique na Rússia
- 7 de setembro - José Félix Estigarribia, militar e presidente do Paraguaia (n. 1888).
- 3 de novembro - Manuel Azaña Díaz, presidente da Segunda República de Espanha de 1936 a 1939 (n. 1880).
- 9 de novembro - Neville Chamberlain, ex-Primeiro-Ministro britânico (n. 1869)
- 14 novembro - Antônio Sales, poeta e escritor brasileiro (n. 1868)
- 19 de dezembro - Kyösti Kallio, 4° presidente da Finlândia (n. 1873).

## Por tema
- 1940 na arte
- 1940 no Brasil
- 1940 na ciência
- 1940 no cinema
- 1940 no desporto
- 1940 no jornalismo
- 1940 na literatura
- 1940 na música
- 1940 na política
- 1940 no teatro
- 1940 na televisão

## Prêmio Nobel
- Física - não atribuído.
- Química - não atribuído.
- Medicina - não atribuído.
- Literatura - não atribuído.
- Paz - não atribuído.

## Epacta e idade da Lua
| Epacta gregoriana | 21 (XXI) |
| Idade da Lua      | Letra B  |